# Hermsdorfer See
Der Hermsdorfer See ist ein Binnengewässer im Berliner Ortsteil Hermsdorf und Bestandteil des Natura-2000-Gebiets Tegeler Fließtal.

## Lage
Er liegt im Norden Berlins im Bezirk Reinickendorf zwischen Alt-Hermsdorf und der Siedlung Kienwerder. Seinen Namen hat er vom eingemeindeten Ort Hermsdorf. In einem inzwischen verlandeten Teil des Sees befanden sich im 18. Jahrhundert die Inseln Großer Werder und Kleiner Werder.

## Geschichte
Der Hermsdorfer See diente den am See lebenden Menschen frühzeitig als wichtige Quelle für Fische und Schilfrohr und die feuchten Wiesen wurden als Weideland genutzt. Die benachbarten Orte Hermsdorf und Lübars stritten sich bis in das beginnende 17. Jahrhundert aufgrund eines Lehensbriefes um den See. 1622 erfolgte ein Vergleich, der dem Hermsdorfer Gutsherrn Sigismund von Goetze das Besitztum zusprach. Die Lübarser Fischer holten sich aber weiterhin Fische aus dem Hermsdorfer See, sodass es ständig Beschwerden und Auseinandersetzungen gab. Erst Ende des 18. Jahrhunderts begann mit der Teilung des Sees ein friedlicheres Dasein. 
Im Lauf der folgenden 200 Jahre ist der ursprüngliche Große Hermsdorfer See weitestgehend verlandet und erheblich geschrumpft. Dieses Feuchtbiotop führte jedoch zu einer Entfaltung von Flora und Fauna und wurde damit schützenswert. Zahlreiche Büsche, Erlen, Weiden sowie Röhricht bestimmen den Uferstreifen des Sees. Ein fünf Kilometer langer Rundwanderweg tangiert die Wohnsiedlungen, ehemalige Tongruben, Torfstiche und das Naturschutzgebiet Albtalweg. Für Interessenten gibt es auch Führungen.